# Первомайский район (Харьковская область)
Первома́йский райо́н (укр. Первомайський район) — упразднённая административная единица на юге центральной части Харьковской области Украина, существовавший под данным названием с января 1965 по июль 2020 года. Административный центр — город Первомайский, который в состав района не входил.

## География
Основные реки — Берека и Орелька. На территории района находятся Комправдинское и Ефремовское водохранилище и ряд озёр в посёлке Большевик и сёлах Берека, Верхняя Орелька, Грушино, Алексеевка, Дмитровка, Мироновка, Закутневка. Общая площадь Первомайского района составляет 1,2 тыс. км².

## Демография
Население района составляет 15 056 человек (без учёта г. Первомайского), население района проживает в населённых пунктах сельского типа.

## История
- Весной 1923 года создан Алексеевский район Харьковской губернии. Административным центром являлось село Алексеевка (Первомайский район, Харьковская область). Район с 1920-х годов и некоторое время после ВОВ являлся «национальным русским», одним из четырёх таких районов Харьковской области (наряду с Чугуевским, Больше-Писаревским и Староверовским).
- В 1947 году районный центр был перенесён из Алексеевки в Лихачёво, как в более промышленно развитой и населённый посёлок. Район, несмотря на это, продолжал называться Алексеевским.
- В июне 1952 года посёлок Лихачёво был переименован в посёлок Первомайский[5], но район продолжал называться Алексеевским.
- В 1963 году Алексеевский район был расформирован; пос. Первомайский вошёл в состав Змиевского района.
- В январе 1965 года был образован Первомайский район в составе 77 населённых пунктов, с населением 39 000 человек, площадью 1 200 км².
- 17 июля 2020 года в рамках украинской административно-территориальной «реформы» по новому делению Харьковской области[6] район был ликвидирован[7]; его территория вошла в состав Лозовского района[3].

### История районного центра Первомайский
В 1869 году была открыта железная дорога Курск-Харьков-Севастополь. В августе этого же года был построен полустанок в 80-ти километрах от Харькова. Здесь стали останавливаться поезда для пополнения запаса воды, дров. Этот полустанок назвали Лихачево, в честь помещика Лихачёва, имение которого находилось около села Сиваш в нескольких километрах от железной дороги. Воду подавали из озера Сиваш по специально построенному водоводу. Для обеспечения нормального давления воды построили водонапорную башню (она была построена на том же месте, где сейчас стоит другая, современная). После окончания Гражданской войны в России 1918—1923 годов стал вопрос об увеличении рабочих мест для крестьян, которым в селах не хватало работы. Специальным постановлением (совместным) Алексеевского (см. Алексеевка), Бересского, В.-Бишкинского сельских Советов было принято решение о переселении части крестьян из этих сел на хутор Лихачево. Так в 1924 году возник посёлок Лихачево, который первоначально относился к В.-Бишкинскому сельскому Совету. В посёлке уже давно были построены (ещё помещиком Лихачевым) мельница с газогенераторным двигателем и склады. Основателями поселка были переселенцы из сёл: Алексеевка, Берека, Масловка, В.-Бишкин. Они селились улицами. Например, на улице 1 Мая селились бишкинцы. Органам народного образования был передан механический завод, на базе которого были образованы сельскохозяйственная и ремесленная школы. Здесь работала передвижная начальная школа, где учились дети и взрослые.
В 1927 году в посёлке насчитывалось 13 дворов и 56 жителей. В 1928 году было уже 85 дворов. Население увеличивалось за счет рабочих, приезжавших работать на кирпичный и механический заводы, а также на мельницу. В сентябре 1929 года по инициативе активистов К.Толокнеева, К.Федосеенко и др. в посёлке была организована артель. По предложению артельщиков она получила название «1 Мая» в честь международного пролетарского праздника. В начале декабря 1929 года организована Лихачевская машинно-тракторная станция (одна из первых МТС в Харьковском округе). Лихачевская МТС сначала обслуживала 30 колхозов Алексеевского района. Зимой 1929—1930 гг. на курсах МТС было подготовлено 200 трактористтов, счетоводов и других специальностей.
Утром 15 февраля 1943 года в село Ефремовка ворвался отряд СС и заняли ближайший к Семёновке дом, где обустроили штаб. 16 февраля прилетел самолет с немецким офицером высшего ранга. Он произносил речь перед эсэсовцами, когда неожиданно раздался выстрел. Стрелявших не нашли, а раненого офицера отправили в госпиталь. Но он всё-таки успел объявить село «партизанским» и отдать приказ о его уничтожении.
Командовал операцией майор дивизии СС «Адольф Гитлер» Йоахим Пайпер. В тот же день, 16 февраля, горела Семеновка. Нацисты расстреливали жителей, сжигали дома. Отовсюду валил черный дым, и пахло паленой плотью. Автоматные очереди глушили крики людей.
Утром 17 февраля полицаи согнали 240 жителей мужского пола из Ефремовки на расчистку дороги от снега. А в это время, в селе, нацисты расстреливали оставшихся детей и женщин, поджигали дома, гранатами взрывали погреба, а детей бросали в колодцы. Расправлялись даже с животными. После работы, стариков и подростков повели обратно. Идя по улице к зданию церкви, они увидели ужасную картину. Согнав всех в храм, эсэсовцы беспощадно расстреляли их из пулемета, а затем подожгли церковь. Чудом удалось спастись лишь семерым. Но двоих сбежавших нацисты все-таки нашли и расстреляли. До позднего вечера продолжалась расправа над людьми: стариками, детьми и женщинами. В тот день было убито и замучено насмерть 865 человек. Ночью с 17 на 18 февраля немцы покинули село.
На следующее утро выжившие жители Ефремовки отыскивали тела своих родственников, потушили пожар. Некоторые найденные были еще живы, но оказать им помощь было некому. Из воспоминаний Ивана Васильевича Киселева, очевидца событий, который был одним из немногих уцелевших тогда детей: «Чудом остался в живых, один из всей семьи. Эсэсовцы бросили в колодец 12-летнюю сестренку, а другую — расстреляли прямо в хате, вместе с четырехлетним братишкой и матерью. Раненый, я выбрался на улицу — навстречу ехал танк. Пулеметная очередь ударила в лицо комьями снега, заставила упасть. Они увидели, что я шевельнулся, и говорят: „встань на колени“, но я не мог. Раненый, очнулся только утром следующего дня, когда немцев в селе уже не было. Снег был усеян убитыми людьми. По улицам стлался едкий серый дым от спаленных изб. Из сгоревшей церкви доносился многоголосый стон. Там догорали тела, еще шевелились люди, придавленные к стене обгоревшими скелетами. Сельчане побежали туда, стали вытаскивать и опознавать своих.
В Семеновке был пруд. Немцы там устроили танцы. Сделали прорубь, опустили туда вниз головой женщину и танцевали вокруг этого места. А утром повсюду лежали трупы. Инвалид первой мировой войны дедушка Демьян, видно, прощался со своей старухой, когда их застрелили, — так в обнимку они и стояли, прислонившись к стене хаты, словно прощались. Одну старушку нацисты привязали к ставням и как мишень расстреливали».
За свою жестокость, многим из них не удалось избежать наказания. Так и Йоахим Пайпер не ушел от возмездия. После войны трибунал союзников приговорил его к расстрелу, но впоследствии эта мера была заменена пожизненным заключением, а в 1956 году он вышел на свободу. После этого преступник переезжает во Францию и живёт в уединении на вилле, окружённой колючей проволокой, под охраной овчарок. В 1976 году на вилле возник пожар, в огне которого живьём сгорел Пайпер. Причину пожара не установили…
В настоящее время в селе Ефремовка, на месте сожжённой церкви, воздвигнут мемориальный комплекс. В честь памяти погибших земляков в 2006 году был построен храм Св. Димитрия Солунского. Надпись на мемориале гласит: «Никто не забыт, ничто не забыто».
- 1929 год — в Масловке построена начальная школа.
- 1930 год — при МТС открыли клуб и библиотеку.
- 1932 год — начал работать радиоузел.
- 1933 год — вблизи станции Лихачево построена школа-семилетка.
- 1939 год — по данным всесоюзной переписи, в Лихачево проживало 640 человек.
- 20 октября 1941 год — немецкие войска входят в Лихачево.
- 16 сентября 1943 г. — войска Степного фронта окончательно освободили Лихачево от немцев. По состоянию на 20 сентября 1943 года Лихачевская МТС имела пригодных только 3 трактора ХТЗ и один грузовой автомобиль. Из 187 трудоспособных колхозников женщин, подростков и стариков было 169.
- В 1947 году Лихачево стало районным центром.
- В 1948 году построена больница, где работали 2 врача и 3 медсестры.
- 1948 г. — построен детский сад, а в 1950 построена средняя школа.
- 24 июня 1952 года посёлок Лихачево переименован в Первомайский.
- 1964 г. началось строительство химического завода.
- 4 января 1965 года посёлок стал административным центром образованного Первомайского района.
- 1968 год — введена в эксплуатацию первая очередь ЗЖБК.
- 1972 год — получена энергия от местной ТЭЦ.
- В декабре 1991 года пгт Первомайский получил статус города.
- 2020 год: в связи с реформой децентрализации район ликвидирован и включён в состав Лозовского района Харьковской области.

## Административное устройство
Район включает в себя:
| - Сельских советов: 18 | - Посёлков: 5 - Сёл: 53 |

### Местные советы
| Алексеевский сельский совет Берекский сельский совет Верхнебишкинский сельский совет Верхнеорельский сельский совет Грушинский сельский совет Дмитровский сельский совет Ефремовский сельский совет Закутневский сельский совет Картамышский сельский совет | Киселевский сельский совет Красненский сельский совет Мироновский сельский совет Михайловский сельский совет Одрадовский сельский совет Правденский сельский совет Раздольский сельский совет Ржавчикский сельский совет Суданский сельский совет |

### Населённые пункты
| с. Алексеевка пос. Беляевка с. Берека с. Берестки с. Булацеловка с. Верхний Бишкин с. Верхняя Орелька с. Веселое с. Высокое с. Грушино с. Дмитровка с. Ефремовка с. Задорожнее с. Закутневка с. Зеленовка с. Калиновка с. Каменка с. Караченцев с. Картамыш с. Кашпуровка | с. Кисели с. Коптевка с. Красивое с. Красное пос. Краснопавловское с. Крутоярка с. Крюково с. Лозовское с. Максимовка с. Марьевка с. Масловка с. Мироновка с. Михайловка с. Николаевка с. Новая Семеновка с. Новоберекское с. Новое с. Новоегоровка с. Отрадово с. Парижское | с. Перерезновка с. Петровка с. Победа с. Радомысловка с. Раздолье с. Ржавчик с. Ракитное с. Семеновка пос. Слободское с. Степовое с. Суданка с. Сумцы с. Тимченки пос. Троицкое пос. Тройчатое с. Червоное с. Шевченково с. Шульское |

#### Ликвидированные населённые пункты
| с. Бабиновка с. Водяное | с. Красный Октябрь с. Петропавловское | с. Радника с. Чичеровка |

## Транспорт
Через район проходят:
1. С севера на юг — Южная Железная дорога.
Железнодорожные остановки на территории района:
- Клеменовка (Дачи)
- Новая Берека (с. Новоберекское)
- Север (Дачи)
- Тройчатое (п. Комсомольское и п. Большевик)
- Берека. (с. Новое)
- 865 км (с. Жовтневое)
- Лихачёво (г. Первомайский)
- 872 км (ГП Химпром)
- 878 км (с. Парижское)
- Перемога (с. Победа)
- Беляевка (п. Беляевка)
- Раздолье (с. Раздолье и п. Краснопавловское)
- Шульское (с. Шульское)

2. Через район в том же направлении (с севера на юг) проходит трасса Харьков — Павлоград.

## Культура
Проводится этнофестиваль «Алексеевская крепость Архивная копия от 28 июля 2012 на Wayback Machine» приуроченый к 280-й годовщине создания Украинской оборонной линии.

## Достопримечательности
В Первомайском районе находятся краеведческие музеи: 1. г. Первомайский; 2. с. Верхний Бишкин
На территории района находятся памятники старины времен войны с турками. Это крепости, которые сохранились в виде земляных валов. Данные сооружения можно наблюдать в с. Ефремовка, Алексеевка, Михайловка и Н.Лозовское.

## Известные люди

### В районе родились
- Журавлёв, Дмитрий Николаевич (1900—1991) — актер театра, чтец, народный артист СССР (1979)